# Peugeot Type 105 e 113
Le Type 105 e 113 erano due autovetture di gran lusso prodotte tra il 1908 ed il 1909 dalla Casa automobilistica francese Peugeot.

## Profilo
Queste due vetture rappresentavano il massimo della produzione Peugeot alla fine degli anni '900 nel campo delle vetture di lusso.

La Type 105, nata nel 1908, era la principale testimonianza di questa corsa al lusso sfrenato da parte della Casa francese. All'epoca della sua commercializzazione non c'era nessuna autovettura in grado di competere a quei livelli: la Type 105 era in effetti una grossa limousine (ma a richiesta erano disponibili altre due varianti di carrozzeria) lunga ben 4.9 m, quasi un record per l'epoca, se si escludono alcune rare eccezioni. Anche il passo era quasi smisurato, con i suoi 3.45 metri. Queste soluzioni erano state scelte per conferire la massima confortevolezza possibile su una vettura che per il comfort e il lusso aveva una spiccata vocazione. 
Nata per sostituire la Type 95, la Type 105 montava per la prima volta un motore a 6 cilindri in linea sistemato anteriormente in posizione longitudinale. Tale motore era caratterizzato dall'elevata cilindrata di ben 11150 cm³, pochissime automobili osavano tanto in quel periodo.
Tale motore era ricco di coppia, anche se non molto potente: in ogni caso, poteva spingere la vettura ad una velocità massima di 100 km/h. La Type 105 fu prodotta solo nel 1908 in 23 esemplari.

Un gradino sotto la Type 105 vi era la Type 113, introdotta però nel 1909, quando la prima già non era più in listino. Si era in ogni caso nel campo delle vetture di gran lusso, in quanto la Type 113 era, per dimensioni e motorizzazioni, un'auto per pochissimi fortunati. Più piccola della Type 105, manteneva in ogni caso ingombri di tutto rispetto, con i suoi 4.7 m di lunghezza. Il motore era un 4 cilindri da 7433 cm³ in grado di spingere la vettura a 95 km/h di punta. La Type 113 fu prodotta solo nel 1909, in 95 esemplari.